# While Paris Sleeps (film 1923)
While Paris Sleeps è un film muto del 1923 prodotto e diretto da Maurice Tourneur. La sceneggiatura di Wyndham Gittens si basa su The Glory of Love, storia di Leslie Beresford.

## Produzione
Il film fu prodotto dalla Maurice Tourneur Productions con il titolo di lavorazione The Glory of Love.

## Distribuzione
Distribuito dalla W.W. Hodkinson, il film uscì nelle sale degli Stati Uniti il 21 gennaio 1923.